# Ladislav Zelinka
Ladislav Zelinka (* 10. října 1955 Praha) je český ekonom, znalec z oboru účetnictví, vysokoškolský učitel, bývalý náměstek ministra financí České republiky v letech 2000–2005. Zastával  řadu funkcí v profesních organizacích a ve státních institucích; také se angažoval politicky.

## Kariéra
Mládí prožil v Praze 10 – Strašnicích. Po ukončení Gymnázia Voděradská (1974) vystudoval nástavbový obor „Asistent hygienické služby“ (AHS) na SZŠ Ruská se specializací na hygienu výživy (1976). V témže roce nastoupil do kontrolního oddělení Restaurací a Jídelen v Praze 10 (RaJ 10). Dva roky na to pracoval jednu sezónu jako provozní hotelu Skalní Mlýn podniku Restaurace Blansko (1978). Po návratu do Prahy nastoupil do kontrolního odboru Ústavu národního zdraví hl. m. Prahy (ÚNZ NVP). V roce 1984 jej Rada NVP jmenovala do funkce hlavního kontrolora tohoto ústavu. Vystudoval při zaměstnání Vysokou školu ekonomickou v Praze (VŠE), obor ekonomické informace a kontrola na fakultě řízení (1985). Roku 1987 absolvoval dlouhodobou stáž na OV KSČ a po té nastoupil na Výbor lidové kontroly ČSSR (VLK ČSSR), odkud v říjnu r. 1989 přešel do funkce vedoucího oddělení statistiky financí na Federálním úřadu statistickém (FSÚ). V roce 1990 byl Federálním ministerstvem financí ČSSR jmenován ověřovatelem (auditorem) a v téže době jej Ministr spravedlnosti ČR jmenoval znalcem v oboru ekonomika se specializací na účetní evidenci.
V letech 1991–1999 působil v soukromém sektoru, kde se mj. jako jeden ze zakládajících společníků podílel na vybudování sítě auditorských a poradenských firem HZ. V rámci toho se reorientoval na agendu krizového řízení a likvidace podniků, zejména v oblasti zahraničního obchodu (kupř. byl likvidátorem PZO Pragoinvest a Investa či společnosti AB Banka). Pracovně tak působil v řadě zemí (kupř. Súdán, Mexiko, Bangladéš). Zároveň se stal zakládajícím členem Komory auditorů ČR a členem jejího vedení (rady), odpovědným za zahraniční styky a řízení časopisu „Auditor“. Vedle toho spoluzaložil Komoru specialistů pro krizové řízení a insolvenci v ČR (KSKŘI), kde byl též členem řídícího orgánu. Pro r. 1997–2001 byl zvolen do vedení (board of directors) celosvětové asociace národních komor insolvenčních specialistů „INSOL International“ se sídlem v Londýně. Krátce též byl členem dozorčí rady a.s. Unipetrol. V letech 1995–2001 absolvoval doktorandské studium na VŠE a získal titul Ph.D.
V roce 1999 se stal poradcem ministra financí ČR (Pavel Mertlík), v roce 2000 pak jeho náměstkem. Funkci náměstka zastával i za ministrů Jiřího Rusnoka a Bohuslava Sobotky. V rámci toho udržoval dlouhodobé pracovní styky Ruskem, Sýrií, Libyí atd. Zároveň byl předsedou představenstev České exportní banky (ČEB) a Exportní garanční a pojišťovací společnosti (EGAP).
Ve funkci náměstka ministra financí se podílel na podezřelém vymáhání státních dluhů od jiných zemí. S posvěcením vlády prodal stomiliardový ruský dluh společnosti Falkon Capital za necelou pětinu jeho hodnoty i přes varování tajných služeb a médií. Rusové přitom prý měli na splacení dluhu nachystáno přes padesát miliard korun. Též prodal i třináctimiliardový kazašský dluh. Firmě, která vymohla padesátimiliónový peruánský dluh, vyplatil 95% státní provizi. Případ peruánského dluhu vyšetřovala policie a Zelinka v roce 2005 ze své funkce odstoupil.
V dalším období mj. pracoval jako soudní znalec, externí konzultant United Nations Department of Economic and Social Affairs (UNDESA), Division for Public Administration and Development Management (2007–2008), asistent europoslance Jiřího Havla (2010–2011), poradce Ministra průmyslu a obchodu ČR (2015–2018), předseda výboru pro audit ČEPS (2017–2019), člen výboru pro audit ČEB (2017–2019), předseda dozorčí rady Komory SNS (2014–2019). Nyní (2022) je předsedou správní rady SDF, a.s.

## Pedagogická a publikační činnost
Od osmdesátých let minulého století přednášel pro různé vzdělávací instituce – kupř. Socialistická akademie, Svaz účetních, Vzdělávací institut VLK ČSSR atd. a hojně publikoval v odborném tisku (Účetnictví, Hospodářské noviny, Tvorba, Kontrola, Bulletin FÚTI aj.). V devadesátých letech začal pravidelně vyučovat na katedře účetnictví VŠE v Praze, kde působil jako externí asistent až do počátku nového tisíciletí. Později učil na Vysoké škole Hotelové v Praze (VŠH). Publikoval v dalších odborných titulech (Auditor, Bulletin KSKŘI, Právní rádce, Ekonom atp.). Jako člen EAA (Evropské asociace účetních) vypracoval a na kongresech EAA v Aténách (2002), v Praze (2004) prezentoval model provázání podvojného účetnictví a příjmové daně uvnitř účetního systému – v ČR publikováno v časopisu Účetnictví 7/2004 a v roce 2015 vystoupil na konferenci VŠFS.
Vydal dvě odborné učebnice, dva beletristické tituly a jeden populárně naučný filozofický spisek. Zahraniční přednášky v Německu, Rakousku, Rusku, Bulharsku a na Ukrajině. Jazyková výbava němčina, ruština, angličtina, částečně španělština, v mládí polština.

## Politické aktivity
Po členství v Jiskrách a v Pionýru od r. 1976 členem SSM, v letech 1982-85 předseda ZO SSM při ÚNZ NVP. Členem KSČ od r. 1984 do 1990, v rámci toho členem aktivu OV KSČ Praha 7, politický instruktor pro ZO KSČ ZUKOV. V letech 1990–92 zakládající člen a místopředseda politické strany Nezávislá levice (NL), za kterou ve volbách do FS ČSFR r. 1990 neúspěšně kandidoval. Od sloučení NL s DSP (Demokratickou stranou práce) v roce 1992 bezpartijní. Jako soukromá osoba se mj. věnuje otázkám marxistické filozofie; v roce 2020 vydal publikaci „Posmutnělý manifest“, ve které analyzuje příčiny dosavadních neúspěšných pokusů o „budování socialismu“ a vyvozuje z nich následná doporučení pro budoucnost.

## Rodina
Vyrůstal v neúplné rodině. Otec zemřel v roce 1960, matka samoživitelka pracovala jako dětská lékařka, značnou část výchovy jeho a mladší sestry zajišťovali prarodiče. Otec matky, František Erba, bojoval za 1. světové války jako tzv. „ruský legionář“ (příslušník Československého vojska na Rusi) a do výchovy dětí promítal vlastenecké legionářské ideje.
Ženatý od roku 1979, manželka Alena, děti: Ing. Ladislav Zelinka (1984), Ing. Věra Zelinková (1986).

## Publikace
- Metodická příručka a sbírka souvztažností ke směrné účtové osnově, stanovené pro vedení podvojného účetnictví podnikatelů podle Výnosu FMF č. j. V /2-4. 900/90 ve znění změn a doplňků č. j. FMF V /2 21 095/90 z 21. 9.1990. Edice HZ, sv. 1; autor: Ladislav Zelinka, Jaroslav Trávníček; vydavatel: HZ 1990; délka: 59 stran
- Krizové řízení a likvidace podniků v čs. podmínkách; autor: Ladislav Zelinka, Jana Kutilová, Arnošt Štíhel; vydavatel: HZ 1992, délka:  93 stran; ISBN 80-901495-0-2
- Výbor z díla; autor: Ladislav Zelinka; vydavatel: Granit s.r.o. 2015; délka: 66 stran Archivováno 13. 1. 2022 na Wayback Machine. 1. vydání ISBN 978-80-7296-096-5; 2. doplněné vydání  ISBN 978-80-7296-129-0
- Dobrodružství v kuchyni; autor: Ladislav Zelinka; vydavatel: Naše vojsko; délka 192 stran, ISBN 9788072493142
- Posmutnělý manifest; autor: Ladislav Zelinka; vydavatel: Futura a.s. 2021; délka: 54 stran ISBN 978-80-88035-44-2